# Bartley Campbell
Bartley Theodore Campbell (Pittsburgh, 12 de agosto de 1843 – Middletown, 30 de julho de 1888) foi um dramaturgo norte-americano do final do século XIX. De origem irlandesa, começou sua carreira escrevendo peças de teatro em 1871.

## Biografia
Bartley nasceu em Pittsburgh, em 1843, de pais imigrantes da Irlanda. Começou a carreira de escritor aos 15 anos, em 1858, quando conseguiu um emprego de repórter no jornal Pittsburgh Post. Posteriormente, se tornaria crítico de drama para o jornal Pittsburgh Leader e eventualmente fundou os periódicos Pittsburg Evening Mail e o Southern Monthly Magazine.

## Teatro
Sua carreira como autor de peças teatrais começou em 1871, com a peça Through Fire, que ficou em cartaz por quatro semanas e o motivou a deixar a carreira jornalística. Escreveu diversas peças para os teatros de sua cidade, o que lhe rendeu a atenção da crítica e do público do país. Teve bastante sucesso na época e foi o primeiro norte-americano a ganhar a vida exclusivamente pela escrita de peças de teatro.

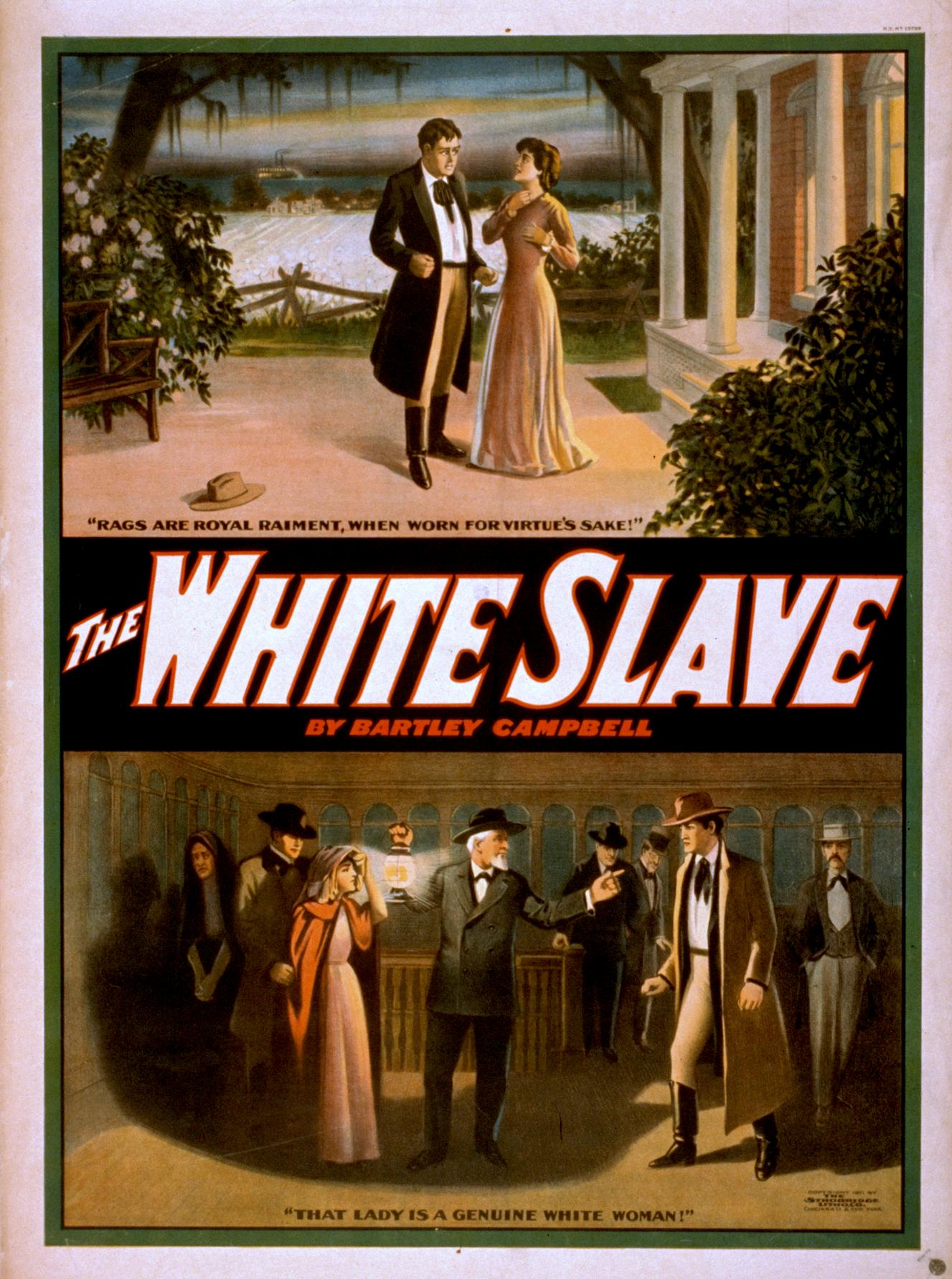
Cartaz de The White Slave

Algumas de suas peças:
- Peril
- Fate
- Risks, or Insure Your Life
- The Virginian
- The Big Bonanza
- My Partner
- The Galley Slave
- The White Slave
- Siberia
- Paquita (última peça)

## Últimos anos e morte
Sua última peça, Paquita, foi produzida para o teatro da Fourteenth Street Theatre, 1885. Enfrentando uma saúde frágil e graves problemas financeiros, ele foi substituído da produção da peça por Edward E. Rice. No outono, Bartley indicou uma pessoa para cuidar de seus negócios. Bartley Campbell foi declarado insano em setembro de 1886, sofrendo de paresia e faleceu dois anos depois no Hospital Estadual para Doentes Mentais em Middletown, Nova Yorl, em 30 de julho de 1888. Seu corpo foi sepultado no Cemitério St. Mary, em Pittsburgh.

## Legado
Apesar de suas peças conterem termos antiquados e ofensivos para o momento atual, muitas de suas peças vem sendo produzidas e exibidas em teatros dos Estados Unidos.